# Bristol City Women's Football Club
Maillots
Bristol City Women's Football Club, anciennement appelé Bristol Academy Women's Football Club est un club anglais de football féminin affilié à Bristol City FC et à la Bristol Academy of sport située à l'université de Filton.

## Histoire

Logo de Bristol Academy WFC

L'équipe est fondée en 1998 après une fusion entre l'équipe féminine de Bristol et l'équipe galloise de Cable-Tel LFC. Le club décidé cette fusion car jusqu'alors elle ne possédait qu'une équipe féminine des moins de 16 ans, ainsi lorsque les filles avaient 16 ans elles devaient quitter le club. L'équipe nouvellement fondée joua dans la South West Combination League, troisième division du football féminin anglais, sous le nom de Bristol Rovers WFC. Elle choisit comme terrain the Beeches, le terrain d'entraînement de l'équipe masculine.
Le nom du club fut changé en 2005 en Bristol Academy WFC pour souligner l'implication de la Bristol Academy, cependant l'équipe garda les mêmes maillots que Bristol Rover et garda son surnom de Gas Girl. 
En 2013, le club se rapproche de Bristol City et change de maillot, évoluant désormais en rouge. Trois ans plus tard, le club devient officiellement le Bristol City WFC. 
Comme son homologue masculin nomade, Bristol Academy WFC a successivement joué au Beeches, sur le terrain de Yate Town FC, au Cossham Street Stadium domicile de Mangotsfield United FC, au Memorial Stadium de Bristol Rovers, au Fry's Sport Ground à Keynsham et enfin à The Hand Stadium à Clevedon.
A l'issue de la saison 2022-23, le club est promu en Women's Super League (D1 anglaise), mais est relégué la saison suivante.

## Parcours en championnat
Bristol Academy ne prend que deux saisons pour atteindre la Southern Division, conférence sud qui permet d'accéder à la première division après avoir remporté la South West Combination en 2000-2001 managée par Dave Bell. Après le départ de ce dernier à l'Academy de Manchester United, il est remplacé par Tony Ricketts.
Tony Ricketts permet à Bristol Academy de remporter le championnat de la conférence sud 2002-2003, ce qui leur permet d'accéder à la division nationale, plus haut niveau du football féminin anglais. La première saison en première division est périlleuse, Bristol évite de peu la relégation. L'équipe est aujourd'hui bien ancrée dans ce championnat obtenant la cinquième place ces deux dernières saisons. 
En 2011, Bristol fait partie des clubs fondateurs de la Women's Super League, le championnat de première division actuel, que le club n'a quitté que lors de la saison 2016. Son meilleur résultat est une 2e place obtenue en 2013. 

## Parcours en Coupe
Dans la courte histoire du club, Bristol Academy a atteint les demi-finales de la Coupe d'Angleterre à quatre reprises. La première fois lors de la saison 2000-2001 alors qu'elles sont encore en South West Combination. Leur parcours s'arrête après une défaite 3-0 contre Arsenal mais avec une affluence record de 3000 personnes. Bristol perdra en demi-finale contre Fulham en 2002-2003, Charlton Athletic en 2004-2005 et une nouvelle fois contre Arsenal en 2006-2007.
En 2011 et 2013, le club a atteint la finale de la Coupe d'Angleterre.

## Parcours européen
La finale de coupe d'Angleterre en 2010-2011 offre à Bristol une qualification pour la Ligue des Champions 2011-2012. Le club ne parvient cependant pas à dépasser les seizièmes de finale. Après avoir terminé vice-champion de WSL en 2013, le club retrouve la Ligue des Champions, élimine le FC Barcelone en huitièmes de finale avant de perdre lourdement contre le future vainqueur, le 1. FFC Francfort, en quarts.

## Palmarès
- Finaliste de la Coupe d'Angleterre (2) : 2011, 2013
- Finaliste de la Coupe de la Ligue anglaise : 2021
- Championnat de la conférence sud (1) : 2002-2003
- South West Combination Women's Football League (1) : 2000-2001
- Gloucestershire FA Women's Challenge Cup (8) :  1998-1999, 1999-2000, 2000-2001, 2001-2002, 2002-2003, 2004-2005, 2005-2006, 2006-2007
- Champion de Women's Championship (D2 anglaise) en 2022-2023